# جوش جودي
جوش جودي (بالإنجليزية: Josh Judy) هو لاعب كرة قاعدة أمريكي، ولد في 9 فبراير 1986 في مورغانتاون في الولايات المتحدة.

## وصلات خارجية
- جوش جودي على موقع دوري كرة القاعدة الرئيسي (الإنجليزية)
- جوش جودي على موقعبيزبول رفرنس.كوم (الدوري الرئيسي) (الإنجليزية)
- جوش جودي على موقعبيزبول رفرنس.كوم (الدوري الثانوي) (الإنجليزية)
- جوش جودي على موقع إي إس بي إن.كوم (أم.أل.بي) (الإنجليزية)
- جوش جودي على موقع مشجعي الرسوم البيانية (الإنجليزية)